# Gmina Oława
Gmina Oława je polská vesnická gmina v okrese Oława v Dolnoslezském vojvodství. Sídlem gminy je město Oława. V roce 2020 zde žilo 15 218 obyvatel.
Gmina má rozlohu 234,7 km² a zabírá 44,8 % rozlohy okresu. Skládá se z 33 starostenství.

## Části gminy
Starostenství
Bolechów, Bystrzyca, Chwalibożyce, Drzemlikowice, Gać, Gaj Oławski, Godzikowice, Godzinowice, Jaczkowice, Janików, Jankowice, Jankowice Małe, Lizawice, Marcinkowice, Marszowice, Maszków, Miłonów, Niemil, Niwnik, Oleśnica Mała, Osiek, Owczary, Psary, Siecieborowice, Siedlce, Sobocisko, Stanowice, Stary Górnik, Stary Otok, Ścinawa, Ścinawa Polska, Zabardowice, Zakrzów
Sídla bez statusu starostenství
Jakubowice